# Григорівська сільська рада (Новоукраїнський район)
| Григорівська сільська рада — колишній орган місцевого самоврядування у Новоукраїнському районі Кіровоградської області з адміністративним центром у с. Григорівка. Сільській раді були підпорядковані населені пункти: - с. Григорівка - с. Караказелівка |

## Склад ради
Рада складалася з 12 депутатів та голови.

### Керівний склад ради
| ПІБ                           | Основні відомості                                                                             | Дата обрання | Дата звільнення |
| ----------------------------- | --------------------------------------------------------------------------------------------- | ------------ | --------------- |
| Несин Олександр Володимирович | Сільський голова, 1968 року народження, освіта, член Всеукраїнського об'єднання 'Батьківщина' | 26.03.2006   | 31.10.2010      |
| Несин Олександр Володимирович | Сільський голова, 1968 року народження, освіта середня спеціальна, безпартійний               | 31.10.2010   |                 |

Примітка: таблиця складена за даними джерела

## Населення
За переписом населення України 2001 року в селі мешкало 638 осіб.

### Мова
Розподіл населення за рідною мовою за даними перепису 2001 року:
| Мова       | Відсоток |
| ---------- | -------- |
| українська | 96,70 %  |
| російська  | 2,36 %   |
| вірменська | 0,47 %   |
| молдовська | 0,47 %   |